# 塔希提人
塔希提人（塔希提语：Māʼohi；法语：Tahitiens）是法属波利尼西亚塔希提岛和社会群岛的其他13个岛屿的波利尼西亚原住民。这个人群的统计数字可能还包括这些岛屿上拥有混合波利尼西亚和法国血统的现代人口。塔希提人是波利尼西亚最大的民族群体之一，仅次于毛利人、萨摩亚人和夏威夷人。